# Natalia Kicka
Natalia Anna Kicka z domu Bisping (ur. 6 sierpnia 1806 w Wilnie, zm. 4 kwietnia 1888 w Warszawie) – polska działaczka społeczna i patriotyczna, pionierka polskiej archeologii i numizmatyki, a także pamiętnikarka.

## Życiorys
Urodziła się 6 sierpnia 1806 w Wilnie jako najstarsza z czterech córek Piotra Bispinga, marszałka szlachty powiatu wołkowyskiego, i Józefy Kickiej z Kitek herbu Gozdawa. Wychowała się w majątku rodzinnym Hołowczyce. W 1815 przeniosła się do Warszawy, gdzie zamieszkała u swojej babki od strony matki Józefy z Szydłowskich Kickiej (siostry Elżbiety Grabowskiej), żony Onufrego Kickiego, koniuszego wielkiego koronnego. Jedna z jej ciotek, Teresa Kicka, wprowadziła ją na warszawskie salony. W styczniu 1831 wyszła za mąż za swojego wuja, generała Ludwika Kickiego, który zginął w maju tego samego roku w bitwie pod Ostrołęką. Jedyna jej córka, Ludwika Marianna Helena zmarła w 1853 w wieku 22 lat.
Natalia Kicka wraz z ciotką Teresą Kicką prowadziła działalność charytatywną i polityczną (wspierała m.in. powstańców styczniowych). Jej pamiętniki są cennym źródłem do dziejów powstania listopadowego oraz życia społeczno-politycznego w Królestwie Polskim. Gromadziła pamiątki narodowe, dzieła sztuki, dokumenty historyczne, a także polskie monety i medale. Współpracowała z pionierami ruchu numizmatycznego na ziemiach polskich, w tym z Karolem Beyerem, Emerykiem Huten-Czapskim i Kazimierzem Strończyńskim, od którego zakupiła m.in. kolekcję monet średniowiecznych. Około 1868 zleciła opracowanie katalogu swoich zbiorów numizmatycznych Waleremu Kostrzębskiemu. Owocem jej numizmatycznych zainteresowań jest opublikowany w 1882 w Przeglądzie Bibliograficzno-archeologicznym artykuł Moneta tatarska Hana Złotej Ordy Mehmeda Tochtamysza z kontramarką Witolda, Wielkiego Księcia Litewskiego poświęcony monecie tatarskiej pozyskanej do jej zbiorów dzięki Beyerowi.
W latach 70. XIX wieku prowadziła prace archeologiczne na terenie Kujaw, badając tzw. kopce kujawskie. W 1873 Kicka odkryła jeden z grobowców, przebywając z wizytą w Osieczu, po tym jak dowiedziała się, że w okolicy wsi Żurawice znajdują się obiekty zwane przez miejscową ludność żalami. Nazwa ta skojarzyła się jej z pogańskimi grobowcami, dlatego rozpoczęła tam wykopaliska. Prowadzone pod jej nadzorem prace ujawniły konstrukcję grobową, kości ludzkie i naczynie gliniane w kształcie urny (najprawdopodobniej na jedzenie dla zmarłego). Relację z odkrycia opublikowała w 1876 w Wiadomościach Archeologicznych w artykule Żale Żurawickie. Kilka lat późnej, w 1882, opublikowała w tym samym czasopiśmie artykuł Jaszczów pod względem archeologicznym. Zamczysko, Horodyszcze i Żalnik, w którym zaprezentowała wyniki swoich badań nad obiektami znajdującymi się na terenie jej majątku Jaszczów w województwie lubelskim.

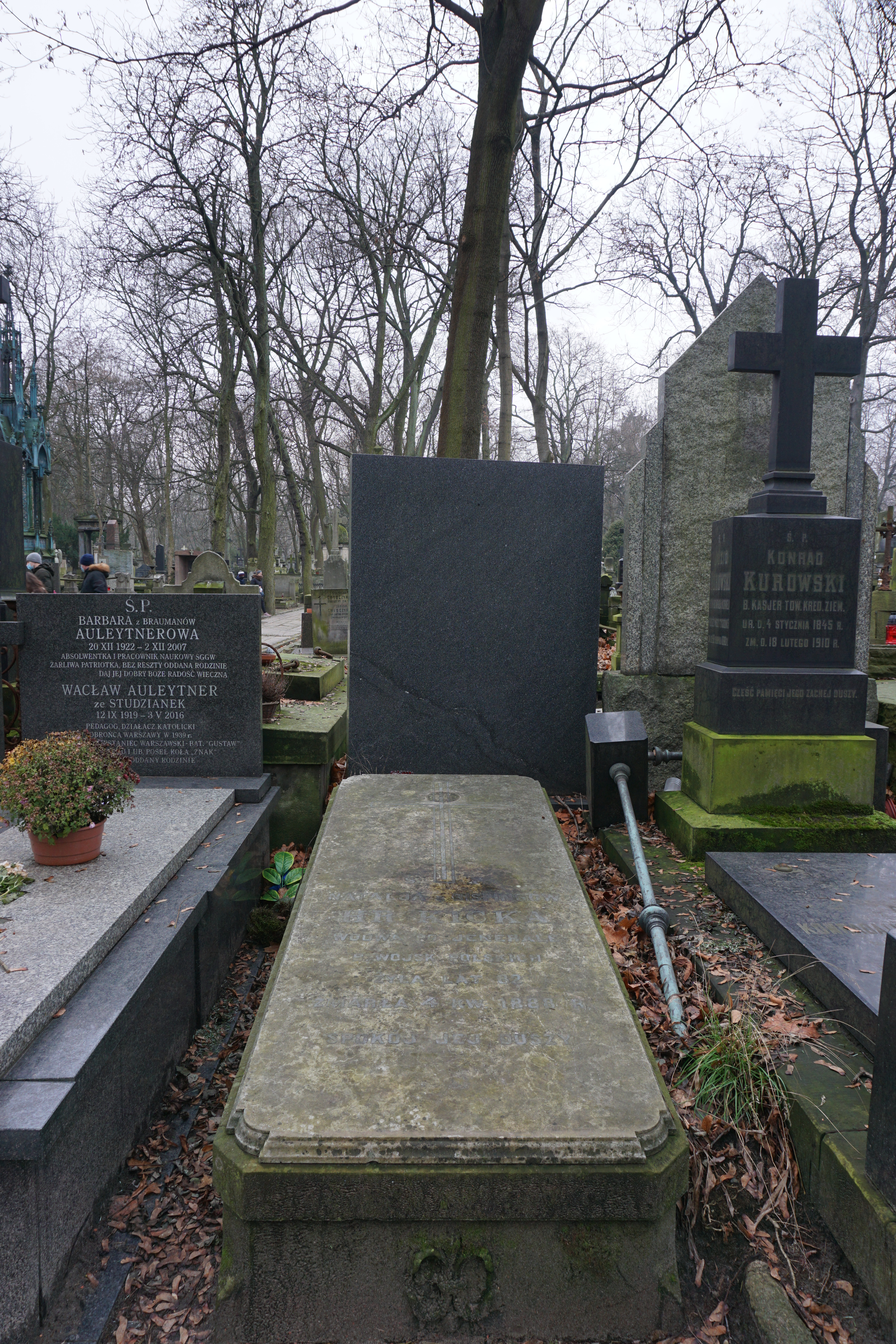
Grób Natalii Kickiej na cmentarzu Powązkowskim

Zmarła 4 kwietnia 1888 w Warszawie. Pochowana na cmentarzu Powązkowskim (kwatera 32-1-29).